# Biblioteca Județeană „Duiliu Zamfirescu” Vrancea
Biblioteca Județeană „Duiliu Zamfirescu” Vrancea este cea mai importantă bibliotecă publică a Județului Vrancea.

## Istoric[1]
Primele împrumuturi publice de carte au fost atestate în orașul Focșani în anul 1881. Biblioteca Județeană Vrancea a fost înființată ca instituție publică în anul 1912, continuând să funcționeze, până astăzi, cu întreruperi doar în timpul celor două Războaie mondiale și al mutărilor succesive în localuri inadecvate.
După anul 1950 biblioteca publică a orașului Focșani a funcționat în sediul Ateneului Popular „Maior Gheorghe Pastia” și în sediul de pe Strada Nicolae Titulescu 12.
Din anul 1973 a avut local propriu, în imobilul din Strada Mihail Kogălniceanu 12, pe care l-a extins, în anul 1993, ca urmare a creșterii colecțiilor și a numărului de utilizatori într-un alt imobil situat pe aceeași stradă, la Nr. 13.
Din anul 1982 ea poartă numele scriitorului, publicistului și diplomatului român Duiliu Zamfirescu (1858-1922), născut în aceste locuri.
Din anul 1990, Biblioteca Județeană „Duiliu Zamfirescu” Vrancea a aderat la Asociația Națională a Bibliotecilor Publice din România în cadrul căreia s-a remarcat ca fiind cea mai buna filială în anii 2000 și 2011, primind și alte premii pentru activitatea desfășurată de membrii Filialei ANBPR Vrancea.
Biblioteca Județeană Vrancea a beneficiat, cu sprijinul Consiliului Județean Vrancea, de două proiecte de consolidare, reabilitare și modernizare, cu finanțare externă:
- 2004-2007 – Secția pentru Copii și Tineret

- 2006-2012 – Sediul Central Corp B din Str. Mihail Kogălniceanu Nr. 13.

## Prezentare generală
Biblioteca Județeană „Duiliu Zamfirescu” Vrancea facilitează accesul liber și gratuit, nediscriminatoriu la drepturile culturale fundamentale, servind ca centru comunitar și multicultural care susține activ informarea, cercetarea, educația și recreerea locuitorilor din Focșani și din județul Vrancea și care contribuie activ la îmbunătățirea calității vieții vrâncenilor prin oferta ei inovatoare și programul integrat de servicii cu caracter public, pentru o populație educată, sănătoasă și fericită.

## Secțiile Bibliotecii

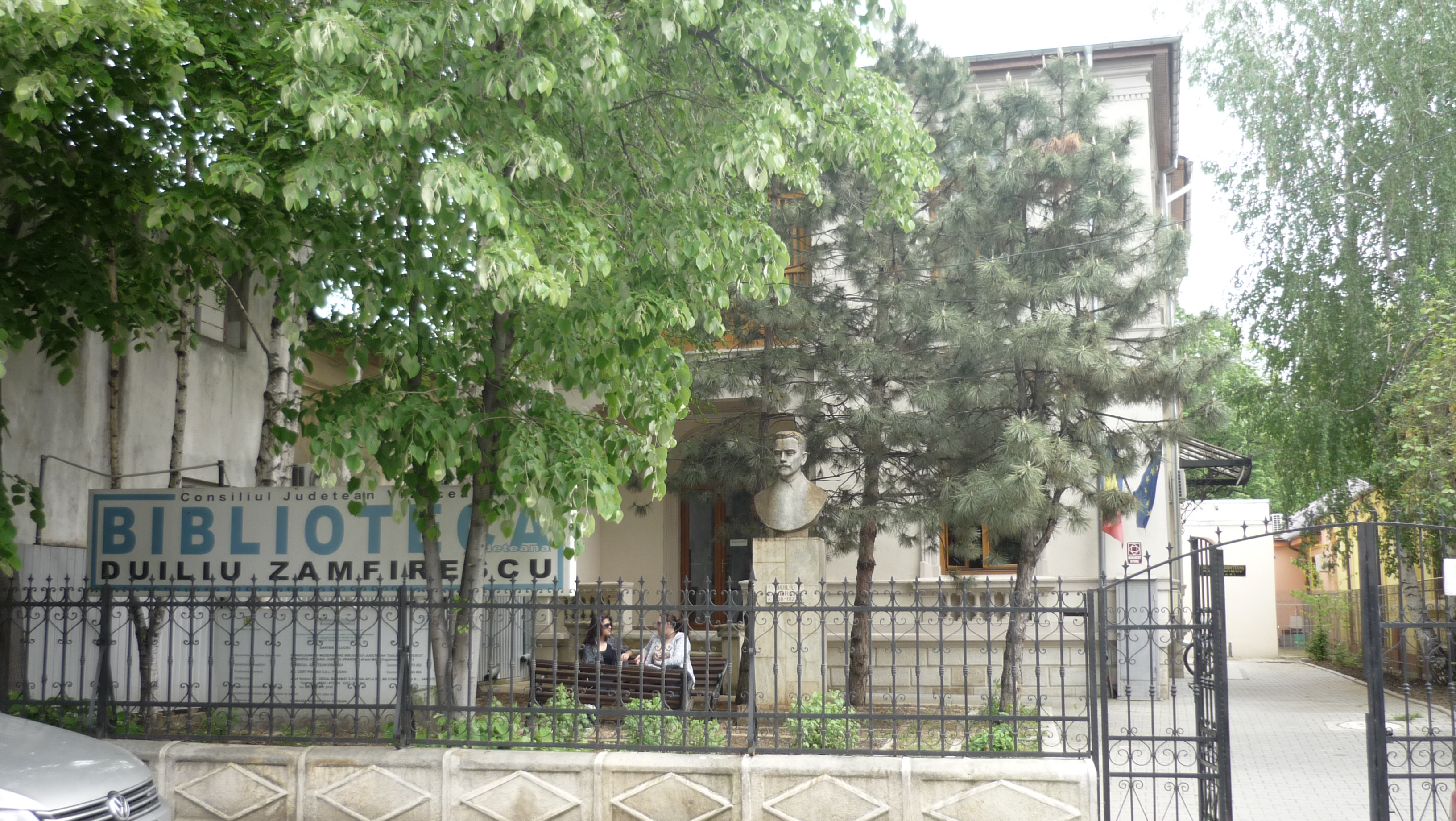
Sala de împrumut la domiciliu adulți

Sala de imprumut la domiciliu adulți
Dispune de 65000 volume cu caracter enciclopedic constituind colecțiile de baza ale bibliotecii, cu acces liber la raft in proportie de 60%. În cadrul fondului se află lucrări din bibliografia școlară și universitară, dar și atlase, enciclopedii, dicționare.  
Există o sală pe două nivele cu acces liber la raft, două depozite pentru colecțiile de împrumut și șase calculatoare pentru accesarea catalogului electronic prin modulul OPAC. Este situată pe strada Mihail Kogălniceanu, Nr. 13.   
Împrumută la domiciliu în sistem manual și informatizat, înscrie utilizatorii, eliberează permisul de intrare în bibliotecă, acordă asistență de specialitate în găsirea și regăsirea informațiilor solicitate; rezervări de titluri, consultare pe loc, prelungiri ale termenului de imprumut, accesul la catalogul electronic, expoziții tematice, manifestări educative, evenimente culturale și altele.    
Sala de lectura

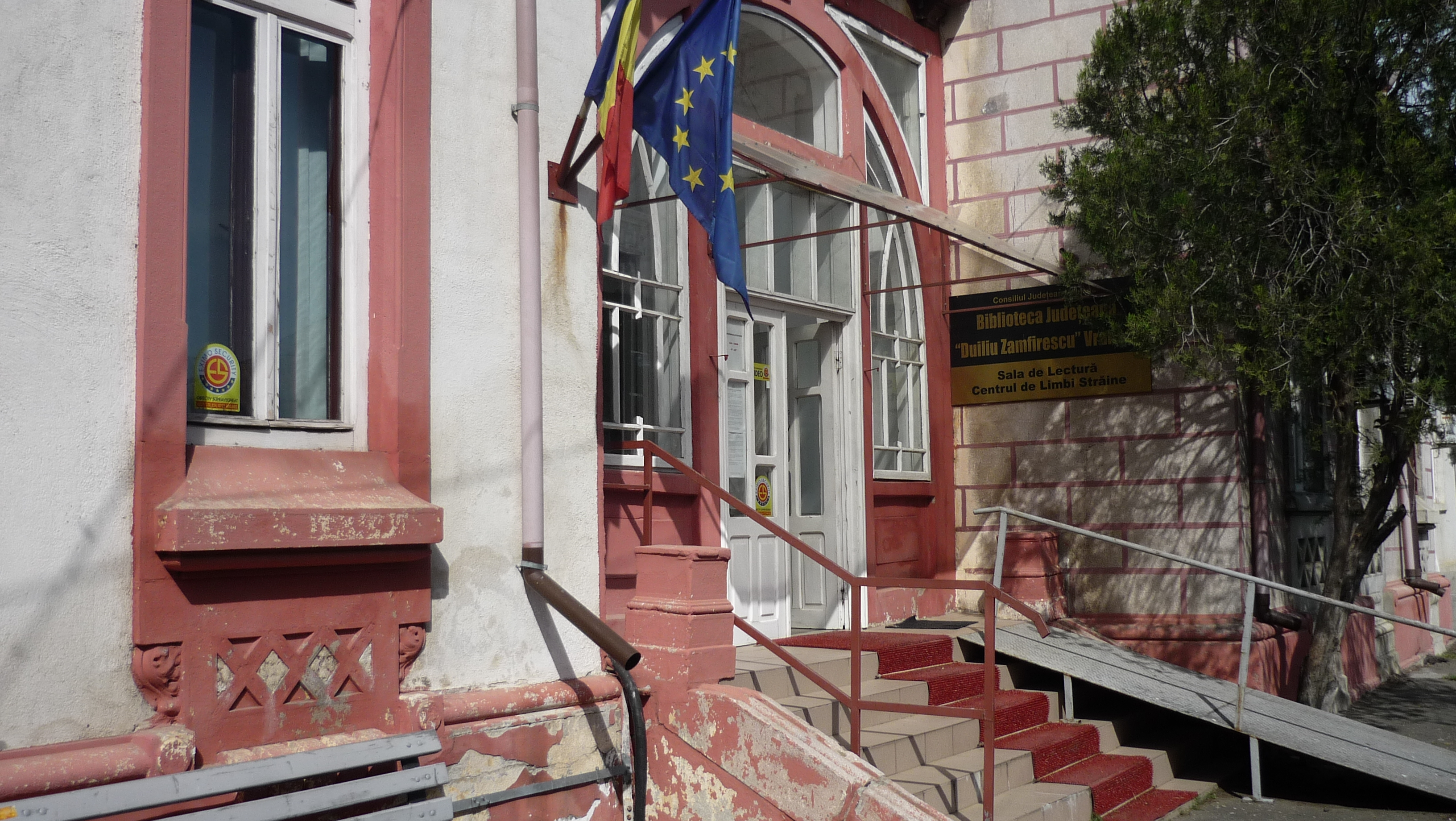
Sala de lectură

Sala de lectură deține 65000 de volume, cu caracter enciclopedic, formând colecțiile de baza. Tot acest fond este inregistrat în baza de date electronică în procent de 100%. Există peste 3000 de enciclopedii, dicționare, lexicoane, lucrări științifice, albume de artă, atlase ș.a.m.d.  
În afară de acest fond enciclopedic mai există și un fond de carte cu autograf totalizand aproximativ 700 documente, un fond de carte despre scriitori vrânceni, care cuprinde cam 800 documente, fondul Localia totalizând aproximativ 750 documente, fondul INFO Europa care contine carti referitoare la Uniunea Europeana si cuprinde aproximativ 250 documente.  
Sala de lectură are o capacitate de 15 locuri , 5 depozite care conțin colecțiile de bază ale bibliotecii și 6 calculatoare din care 2 destinate utilizatorilor în vederea accesării catalogului electronic. Este situată pe strada Maior Gh. Sava, nr.4.   

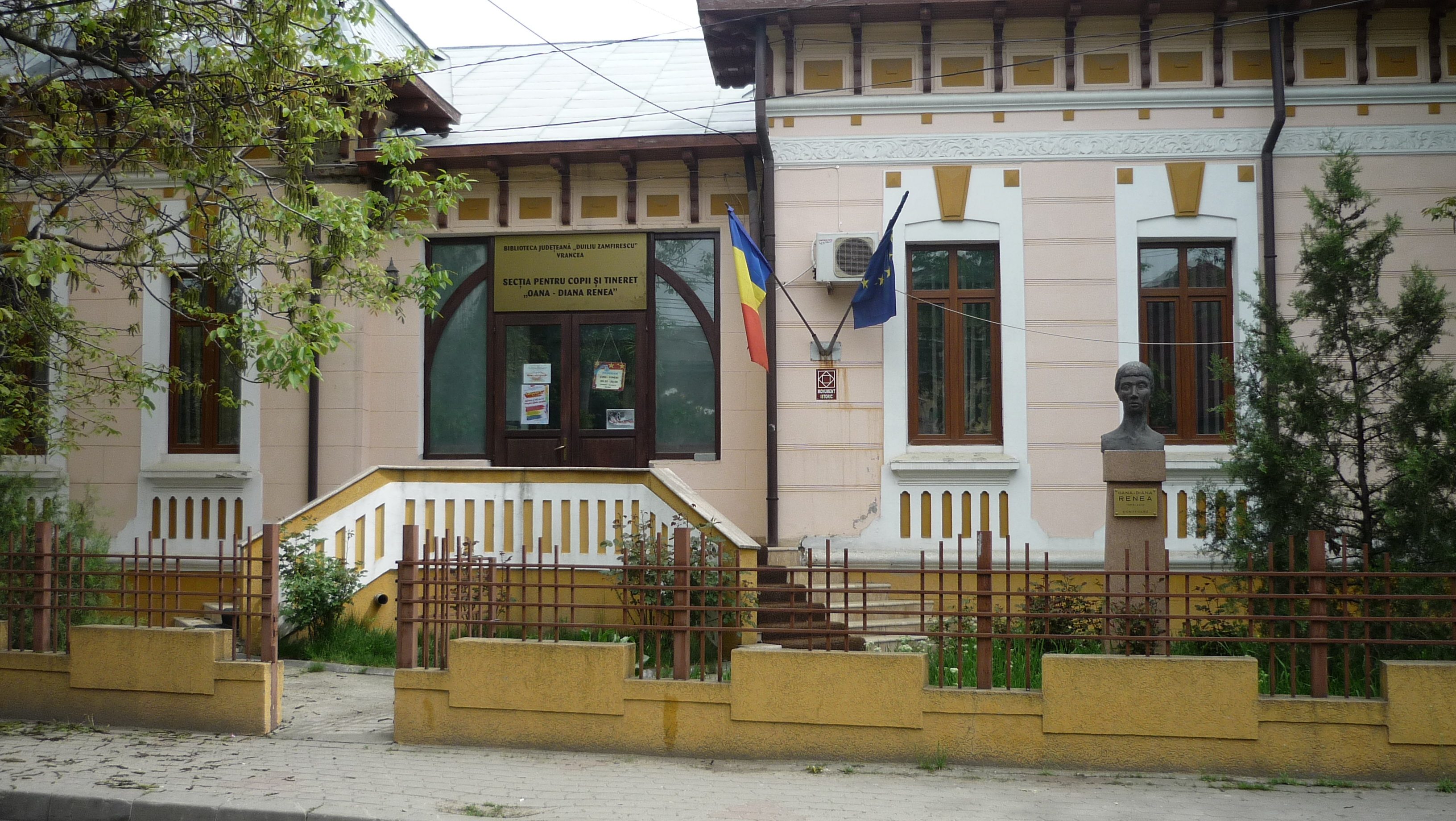
Secția pentru copii și tineret

Sala de împrumut la domiciliu copii (Secția pentru Copii și Tineret "Oana Diana Renea")
Se afla pe strada Nicolae Titulescu, nr. 12. Cuprinde 26000 volume cu acces liber la raft în proporție de 95% și 720 documente audio-video și multimedia. Fondul de publicații este inregistrat in totalitate in baza de date electronica. Cuprinde și o sală de lectură la care se pot consulta lucrări de referință ca enciclopedii, dicționare etc.    
În acestă secție se mai pot găsi lucrări din bibliografia școlară, publicații seriale: reviste pentru copii sau ziare locale. Cărțile sunt organizate pe categorii de vârstă și rafturi tematice.    
Există trei săli cu fonduri de carte din toate domeniile, 1 depozit pentru colectiile de imprumut, o sala de lectură, o sala multimedia, un studiou de inregistrare cărți în format audio pentru nevăzători, 1 terasă pentru activități de lectură, o grădină de activităși în aer liber, miniludotecă și 6 calculatoare conectate la internet pentru utilizatori.    
Filiala Sud
14000 de volume organizate pe criterii tematice și domenii de interes pentru cititori, publicații seriale, reviste pentru copii, ziare locale, lucrari de referință: antologii, dicționare, atlase, enciclopedii.  

## Imagini

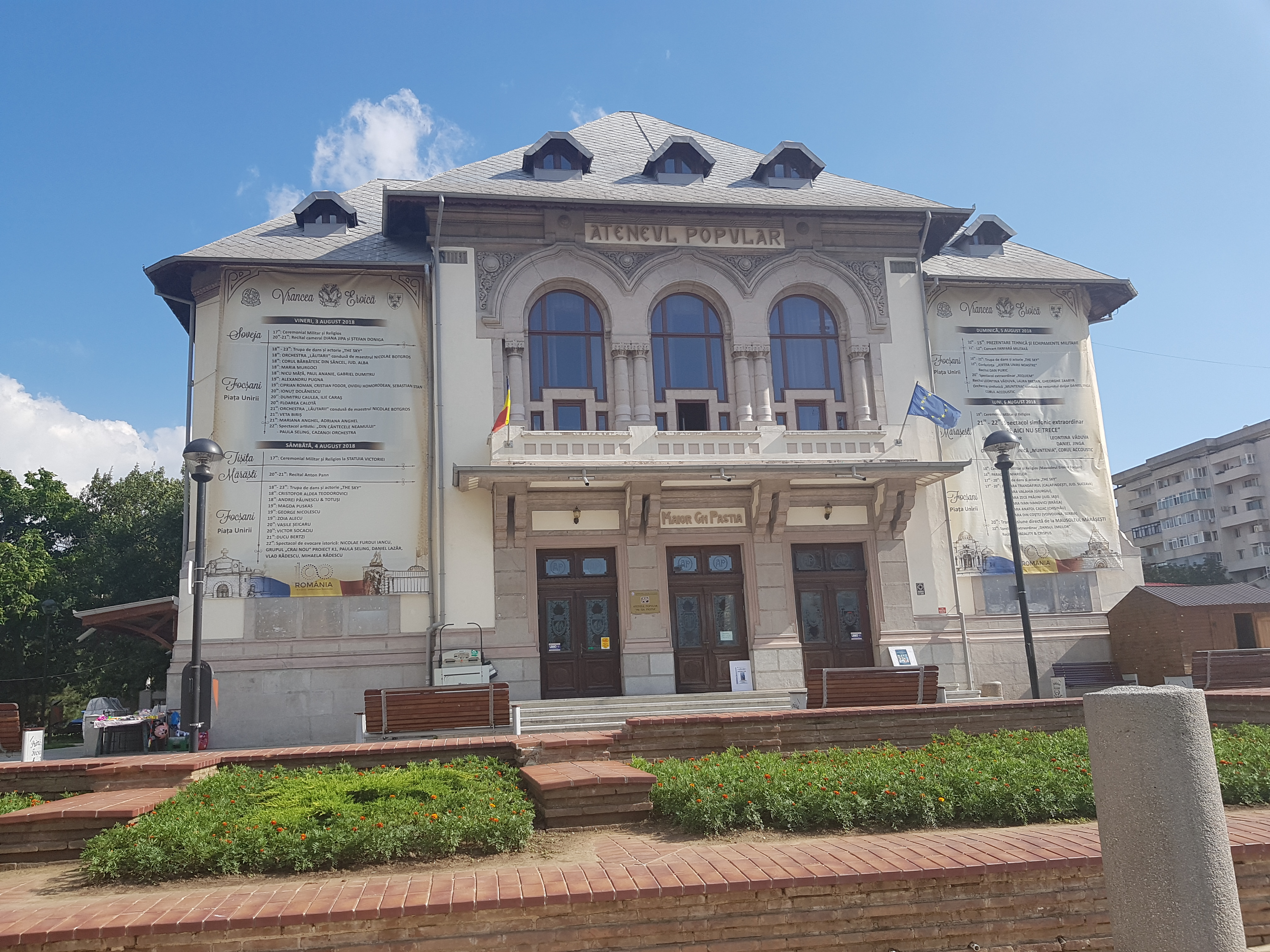
Sediul Bibliotecii Publice în clădirea Ateneului, în anul 1945
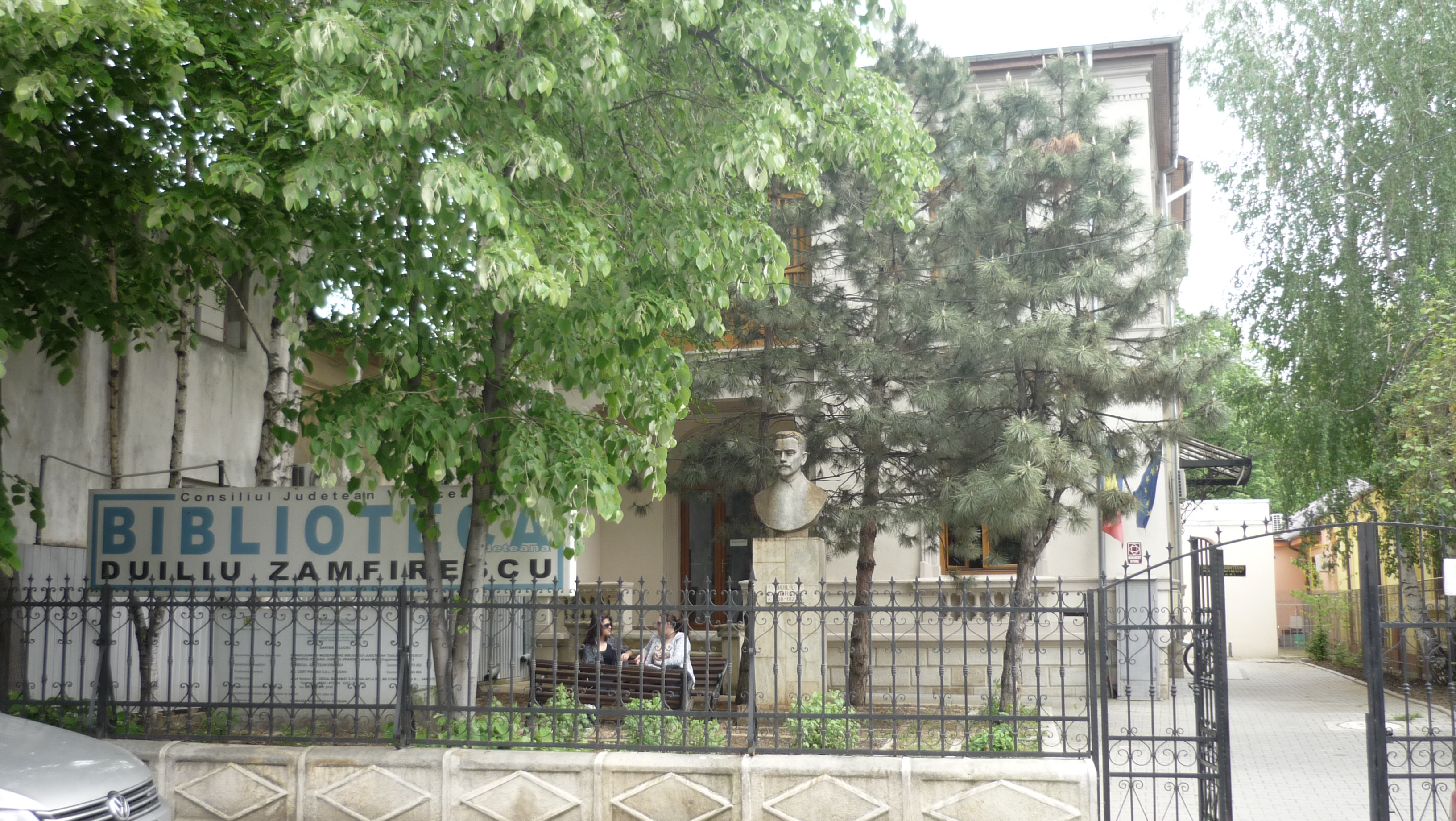
Secția împrumut la domiciliu adulți „Virgil Huzum”, str. M. Kogălniceanu 13
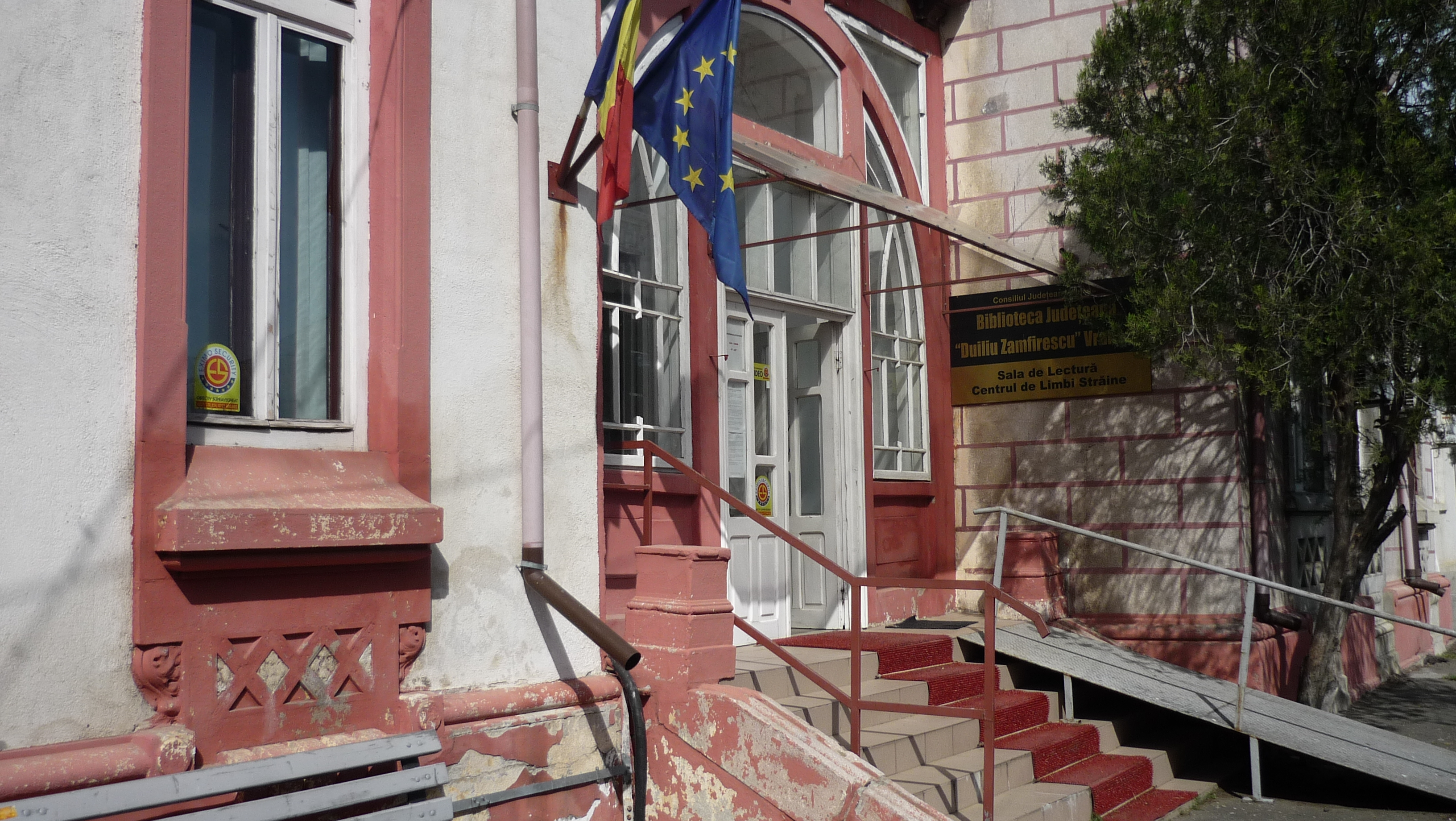
Sala de lectură Adulți “Ion Diaconu”, Strada Maior Gh. Sava 4
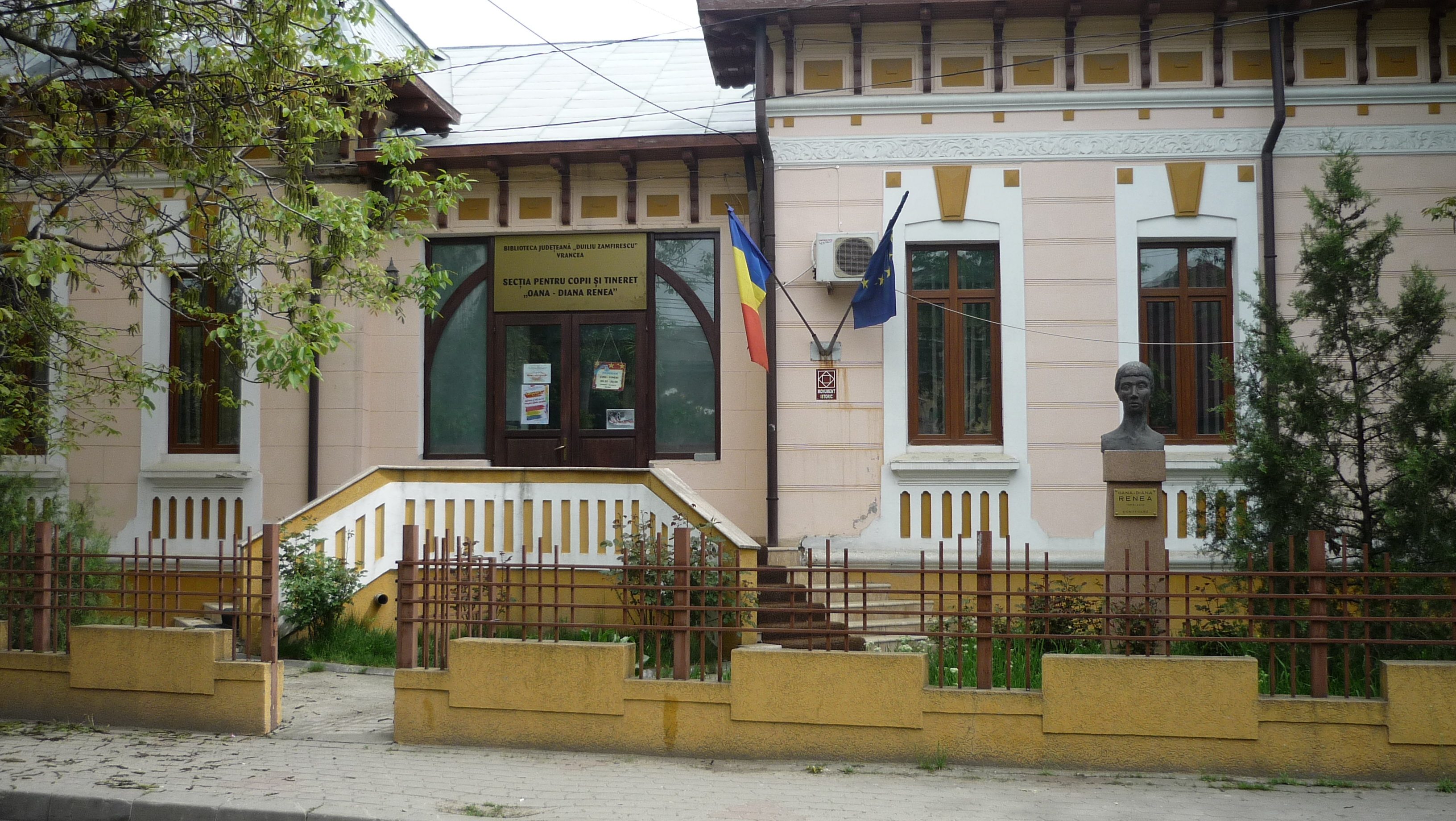
Secția pentru Copii și Tineret “Oana Diana Renea”, str. N. Titulescu 12
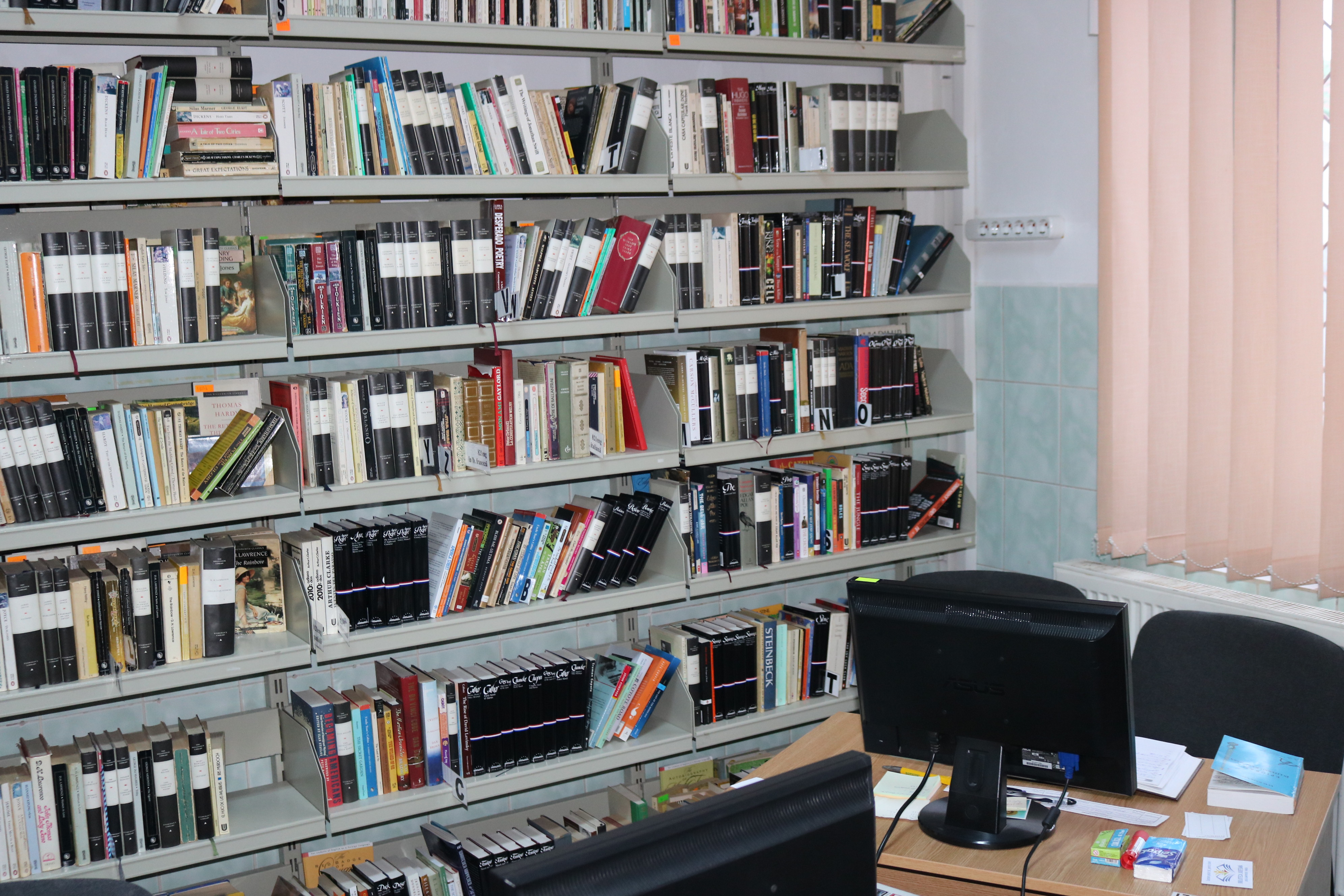
Centrul de limbi straine